# Кшево-Плебанкі
Кшево-Плебанкі (пол. Krzewo-Plebanki) — село в Польщі, у гміні Завади Білостоцького повіту Підляського воєводства. Населення — 25 осіб (2011).
У 1975—1998 роках село належало до Ломжинського воєводства.

## Демографія
Демографічна структура станом на 31 березня 2011 року:
|          | Загалом | Допрацездатний вік | Працездатний вік | Постпрацездатний вік |
| -------- | ------- | ------------------ | ---------------- | -------------------- |
| Чоловіки | 14      | 5                  | 6                | 3                    |
| Жінки    | 11      | 1                  | 6                | 4                    |
| Разом    | 25      | 6                  | 12               | 7                    |